# 大连恒隆广场
大连恒隆广场（Olympia 66）是一座由凯达环球设计，恒隆地产旗下的一家位于中国辽宁省大连市的商场，始建于2011年。 它地处于大连市核心商业街之一的西岗区五四路。 大连恒隆广场已于2016年9月9日正式开幕，占地63,400平方米，总建筑面积221,900平方米，停车场和其他部分面积151,767平方米。
大连恒隆广场位于原大连人民体育场的所在地 ，2009年5月从大连市国土资源和房屋局获得该国有地块，2011年启动建设，2016年投入使用。
设计大连恒隆广场的灵感来自于中国古代代表财富和丰足的太极双鲤鱼图案。

## 周边交通
- 地铁2号线 人民广场站
- 奥林匹克广场 公交车站（4路;12路;15路;16路;22路;23路;32路;48路;406路;410路;520路;522路;531路;533路;701路;701路区间车;901路;935路）[6]